# The Eternity Trap
The Eternity Trap (Le Piège de l'Eternité) est le quatrième épisode de la troisième saison de la série britannique de science-fiction The Sarah Jane Adventures. À ce jour, la série n'a jamais été diffusée en France.

## Synopsis
Le Docteur Celeste Rivers de l'institut Pharos, emmene Sarah Jane Smith, Clyde Langer et Rani Chandra sur les lieux d'un manoir hanté. Bien que ne croyant pas aux fantômes, ceux-ci sont obligés d'admettre l'apparition d'étranges phénomènes.

### Première partie
Dans le prégénérique, le Professeur Rivers raconte l'histoire du manoir d'Ashen Hill, où l'on raconte qu'au XVIIe siècle, un mage du nom de Erasmus Darkening, engagé par le Lord Marchwood afin de changer le plomb en or, aurait fait disparaitre le Lord et ses deux enfants. Depuis, les disparitions se répètent au sein du manoir. Sarah Jane Smith, n'y croit pas et vient voir sur place ce dont il en retourne. Seulement, chacun observe des phénomènes étranges : sonnerie de clocher invisible, trace de pas sur le sol, rire fantômes d'enfants. Rani observe une forme dans un miroir qu'elle identifiera plus tard à une gravure représentant Erasmus Darkening. Au cours de la soirée, le Professeur Rivers décide d'aller voir des caméras en panne et disparait soudainement. Se rendant dans la même pièce, ils se retrouvent enfermé dans une chambre où les jouets bougent tout seul et où des messages peu engageant sont écrits. Se séparant, Sarah Jane Smith se retrouve sur le balcon face à une créature aux yeux rouges et au fantôme du Lord Marchwood, pendant que de leur côté Rani et Clyde découvre une sorte d'ordinateur Alien avant d'être arrêté par Erasmus. 

### Seconde partie
L'apparition du fantôme de Marchwood sauvera Rani et Clyde. Tous ensemble, ils découvrent qu'il y a deux sortes de "fantômes" dans cette maison : celui d'Erasmus qui cherche à transformer les personnes en énergie et ceux des anciens occupants de la maison, plutôt bénéfiques, qui cherchent à les aider à sortir des griffes d'Eramus Darkening. Pendant que Toby, l'assistant du professeur Rivers et Sarah Jane décident d'inspecter l'ordinateur, Rani et Clyde tentent de perturber Erasmus Darkening pour faire diversion. Sarah Jane identifie l'ordinateur comme étant une sorte de machine à voyager à travers l'espace-temps, utilisé par Erasmus, bien décidé à rejoindre sa planète. Elle constate que l'appareil fonctionne mal et qu'elle a dû entrainer avec elle une créature venue d'une autre dimension, sans doute la créature aux yeux rouges. C'est face à celle-ci que Rani et Clyde se retrouvent, ils seront sauvés par l'apparition du Lord Marchwood. Sarah Jane décide d'utiliser le Lord pour piéger Darkening dans un cercle qui le transformera en onde électriques. Erasmus bien que méfiant, se fera finalement attraper par sa propre vantardise, et sa mort libérera le professeur Rivers. À la fin de l'épisode, Sarah Jane décide de détruire l'ordinateur ce qui mettra fin aux tourments des âmes des précédents locataires, piégés dans le manoir pour l'éternité.

## Continuité
- C'est la première fois dans toute la série que le personnage de Luke Smith n'apparait pas de tout un épisode. Tommy Knight étant occupé à passer ses examens du GCSE.
- On refait mention de l'institut Pharos et l'on revoit le professeur Rivers, déjà vus dans The Lost Boy et The Day of the Clown
- Parlant des passages secrets, Clyde rappelle l'habilité de Luke pour en trouver dans l'abbaye de la Gorgone (Eye of the Gorgon)

## Casting
- Le rôle du Lord Marchwood est joué par Callum Blue plus connu pour son rôle de Mason dans la série Dead Like Me.
- Le rôle d'Erasmus Darkening est joué par Donald Sumpter acteur ayant déjà joué dans la série classique de Doctor Who et connu pour son rôle de Mestre Luwin dans la série télévisée Le Trône de fer (Game of Thrones).